# Ozrna
Ozrna je naselje u sastavu Općine Klisa, u Splitsko-dalmatinskoj županiji. Selo je koje upravno pripada mjestu Klisu. Dijeli se na Gornju, Srednju i Donju.

## Ime
Toponim ima osnovu "zreti" u značenju "vidjeti", slično kao u toponimima Obzir, Ozir, Zrin i sl.

## Povijest
U starijim se izvorima naziva i Ozrina.
Osmanski osvajači podigli su kulu iznad Ozrne. Rujna 1536. Osmanlije su poduzele novu opsadu Klisa. Za potrebe opsade obnovili su tu kulu, i zauzeli položaje u Ozrni.  Ožujka 1537. kliški uskoci predvođeni Petrom Kružićem srušili su tu utvrdu. Kad je u bitci 1648. Klis bio oslobođan, bila je izvjesna potreba rušenja okolnih kula (Ozrne, Grebena i Kuline). U isto se vrijeme tada vodilo bitke za više gradova. Kad je postalo jasno da će Klis pasti, bosanski Tekeli-paša pohitao je s postrojbama i pojačanjima iz Sinja u pomoć osmanskoj posadi. Pod Ozrnom su ga dočekali sa svojom vojskom Stipan Sorić i Vuk Mandušić. Poražene Turke porazili natjerali su u bijeg i dali se u potjeru za njime sve do sela Dugopolja.

## Stanovništvo
U Ozrni su prezimena Smodlačići, Listešići, Mijići i Fetmići.

## Znamenitosti
- Ozrna-Svećurje, arheološko nalazište